# Старое еврейское кладбище (Краков)
 Памятник культуры Малопольского воеводства: регистрационный номер А-33 от  18 ноября 1932 года и номер А-200/M 3 апреля 1973 года.

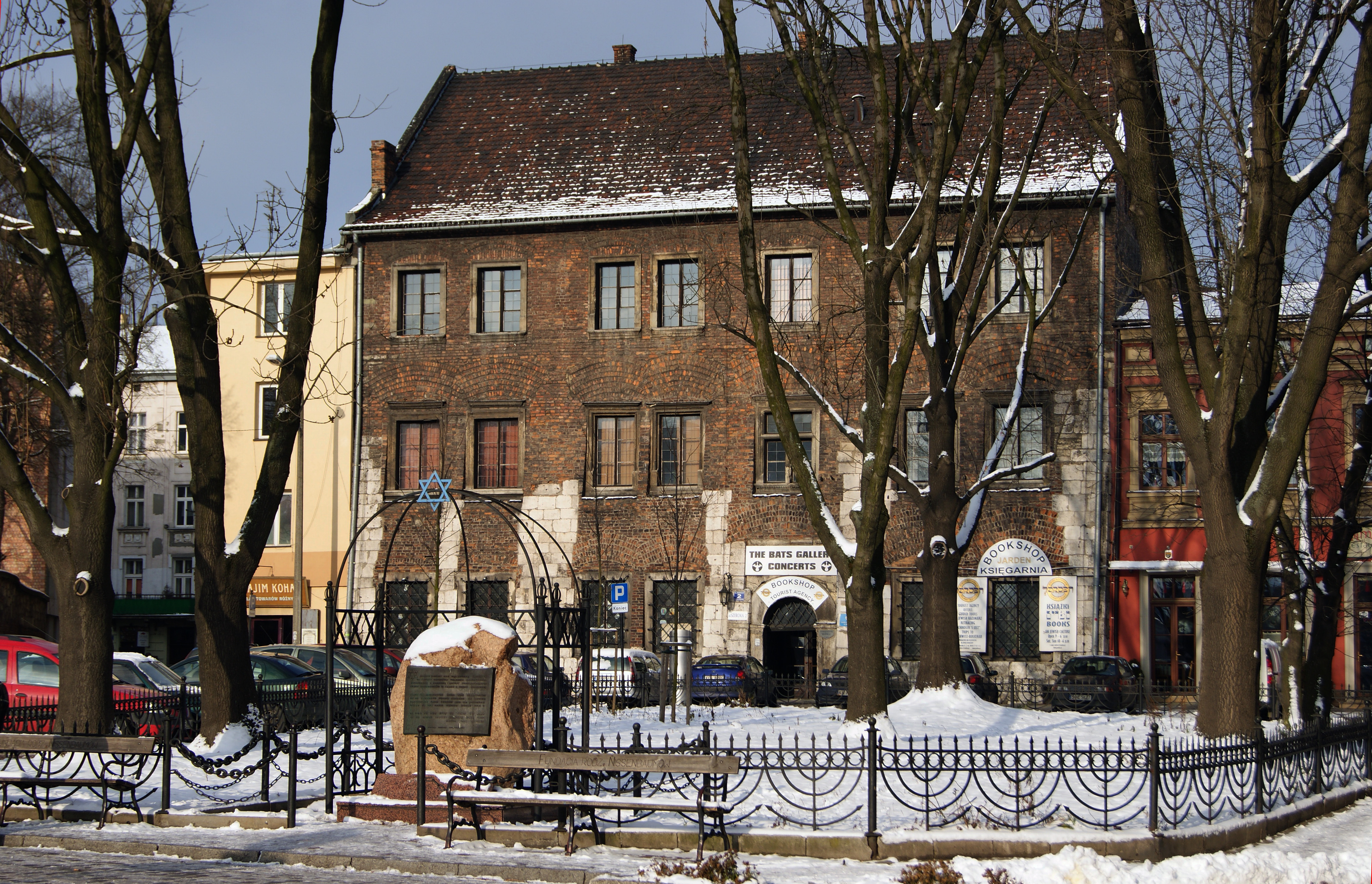
Сквер на улице Шерокой. На этом месте до 1552 года располагалось самое старое еврейское захоронение в Кракове

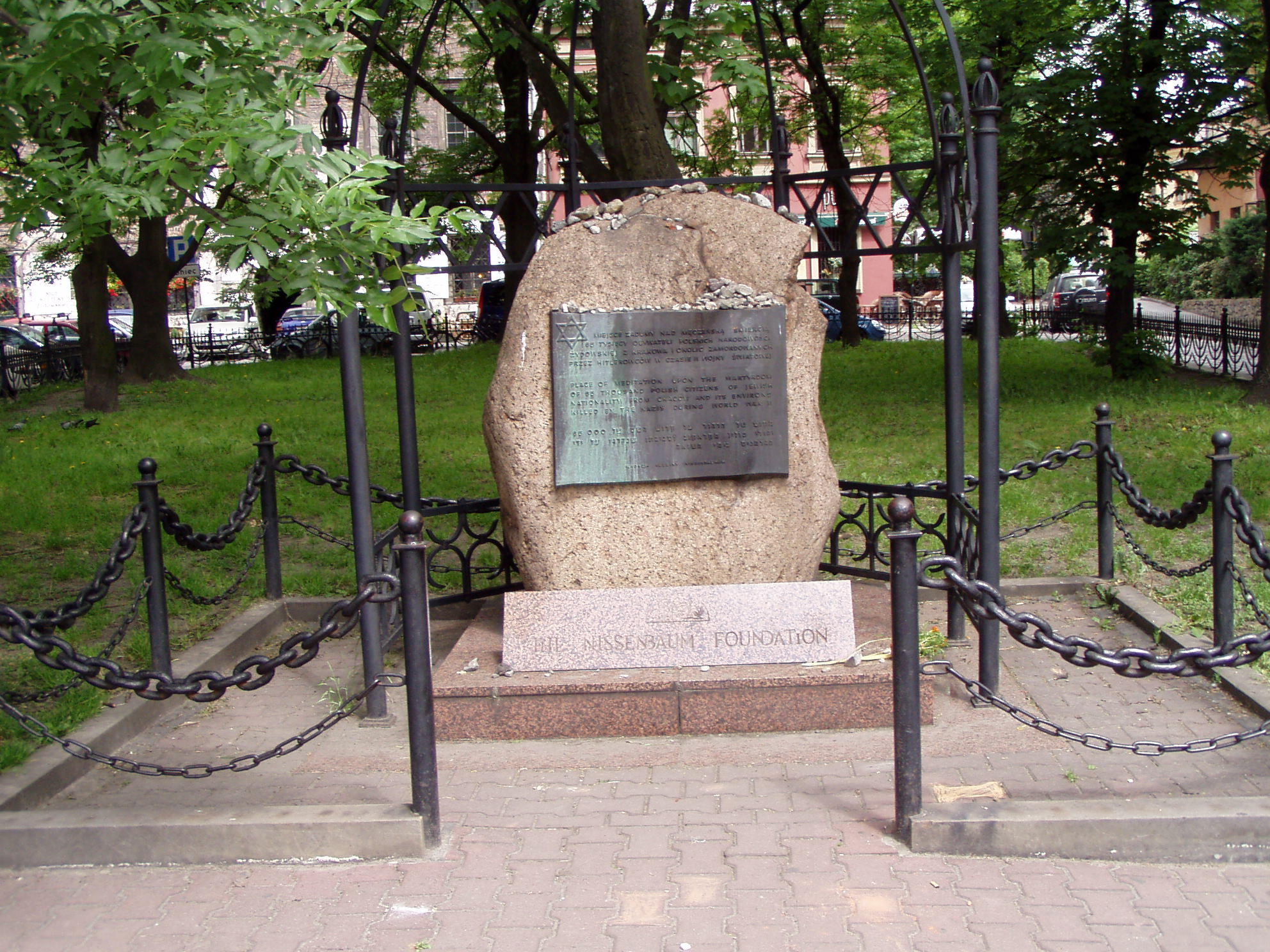
Памятник погибшим во время Холокоста 65 тысячам краковских евреев

Старое еврейское кладбище или кладбище Рему(х) (пол.  Stary cmentarz żydowski, Cmentarz Remuh) — иудейское кладбище, находящееся в краковском районе Казимеж, (Польша). Кладбище является самым старым еврейским кладбищем в Кракове и Польше. Надгробия кладбища являются ценными историческими памятниками. Наряду с новым кладбищем старое еврейское кладбище является одним из исторических свидетельств многовекового пребывания евреев в Кракове. Кладбище расположено возле синагоги Рему на улице Шерокой, 40.

## История
Кладбище было основано в 1552 году. В 1800 году австрийские власти закрыли кладбище по причине плохих санитарных условий. Несмотря на закрытие кладбища, до середины XIX века происходили нелегальные захоронения. В начале XX века краковская еврейская община выделила денежные средства на обустройство кладбища.
Во время Второй мировой войны большинство надгробий было уничтожено и кладбище использовалось в качестве мусорной свалки. После войны сохранилось только несколько надгробий, в том числе и надгробие раввина Мойши Иссерлеса.
В 1959 году на территории кладбища производились археологические раскопки, во время которых было обнаружено около 700 надгробий и несколько саркофагов, после чего территория кладбища была приведена в порядок.
Самое старое надгробие датируется 1552 годом.
Считается, что самая старая часть кладбища располагалась на месте современного сквера на улице Шерокой, который располагается перед зданием синагоги Рему. До Второй мировой войны место современного сквера было огорожено высокой стеной кладбища. В настоящее время сквер огорожен невысоким металлическим ограждением с иудейскими элементами. В сквере находится памятник погибшим во время Холокоста 65 тысячам краковским евреям.
18 ноября 1932 года кладбище было внесено в реестр памятников Малопольского воеводства.

## Известные личности, похороненные на кладбище
- Мойша бен Израэль Иссерлес (1525—1572) — раввин;
- Спира, Натан (1585—1633) — раввин;

## Галерея

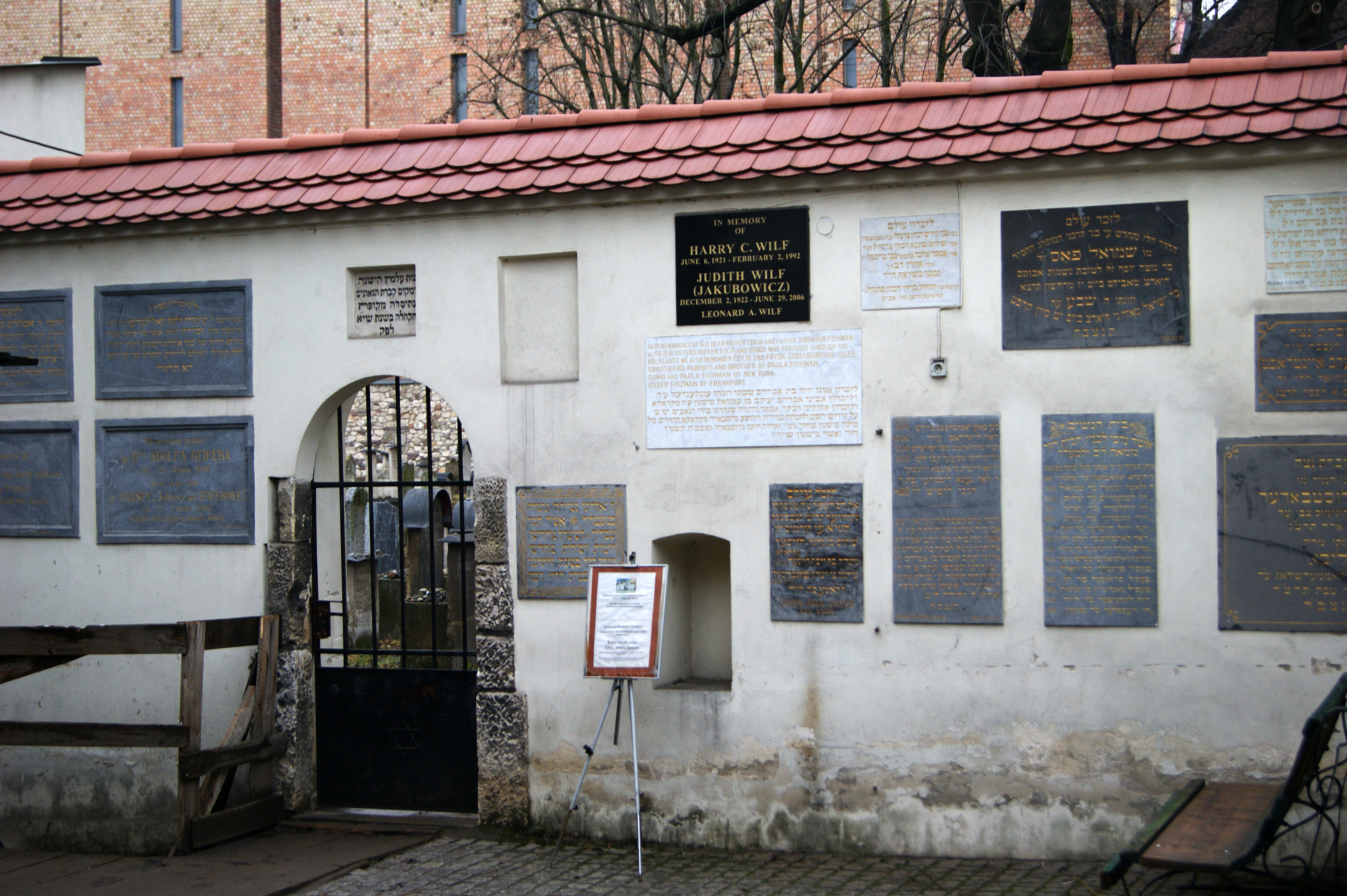
Вход на кладбище
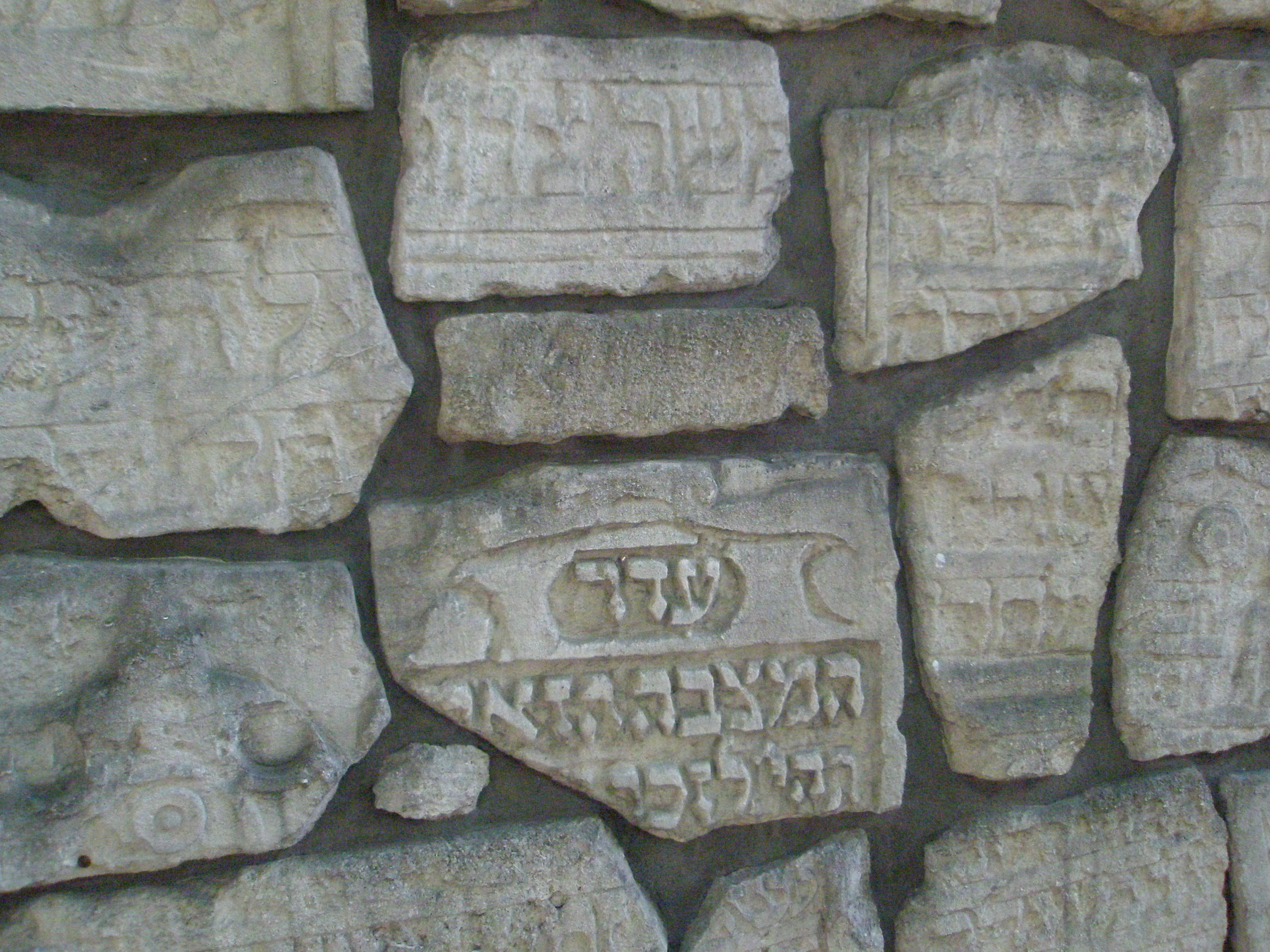
Деталь стены
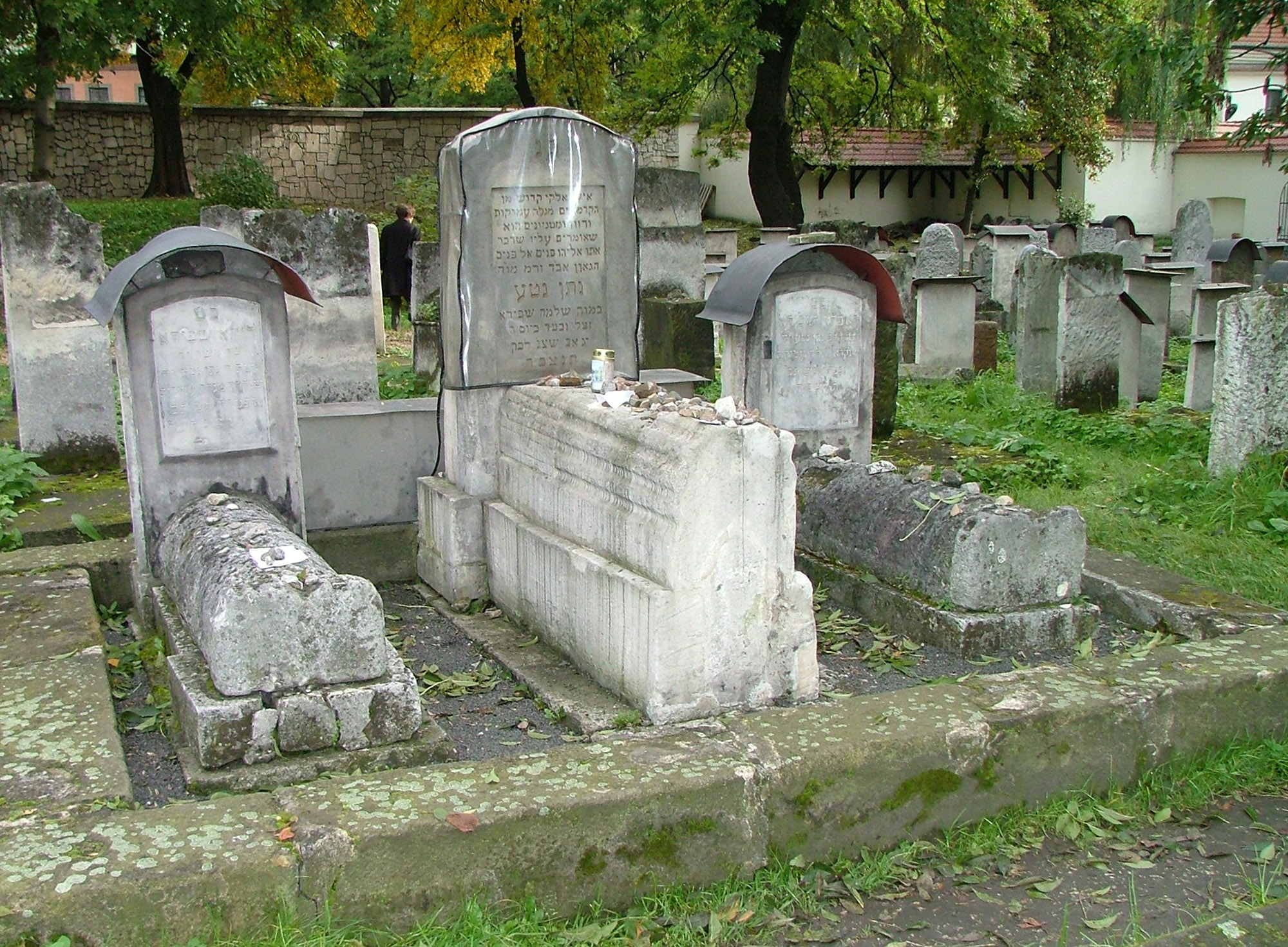
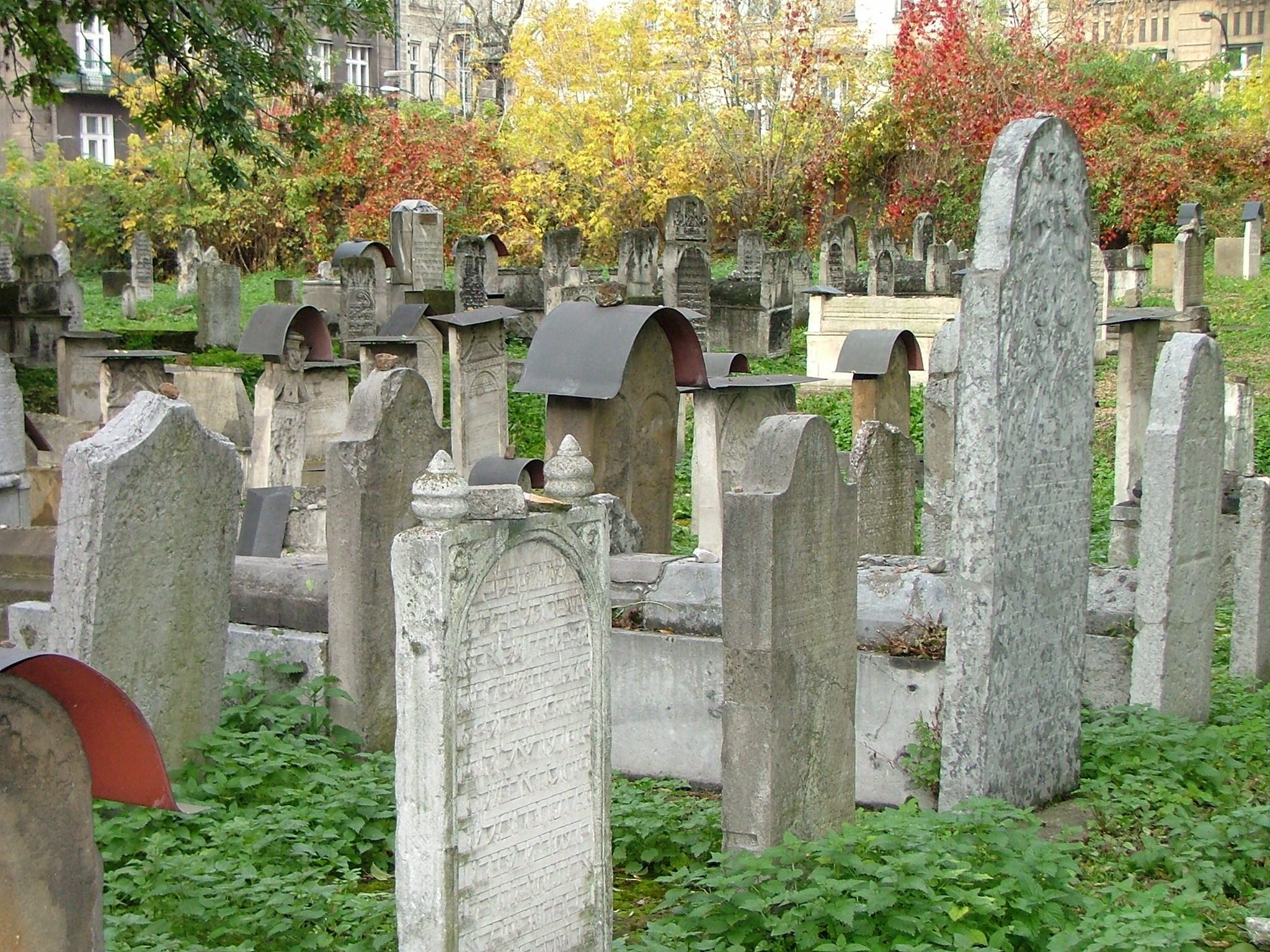

## Источник
- Przemysław Burchard: Pamiątki i zabytki kultury żydowskiej w Polsce. Warszawa: 1990, s. 202—206.